# Violant de Prades de Gandia
Violant de Prades de Gandia (?, 1395 - Barcelona, 18 de febrer de 1471) fou una noble catalana relacionada amb Blanes i Hostalric. També coneguda com a Violant de Cabrera.

## Biografia
Violant era filla de Jaume de Prades (mort 1403) i de Violant de Gandia; es casà, cap l 1411, amb el seu cosí Bernat Joan, vescomte de Cabrera i comte de Mòdica. Va actuar al vescomtat, en absència del marit, que sovint era a Sicília. Al castell de Blanes tenia una cort renaixentista; va fer construir a la vila (1438) una font que encara es conserva i vint anys després sancionava el privilegi d'anomenar síndics.
Bernat Joan va comandar l'exèrcit que, el 1461, va anar a Fraga per alliberar Carles de Viana; però a l'inici de la guerra civil al maig de 1462, militava al bàndol realista. L'exèrcit del Principat va entrar a Hostalric i el portaren pres a Barcelona. Violant, que tindria prop de 70 anys, amb el marit pres, va treballar a favor de la Generalitat. Els diputats li escrivien donant-li les gràcies per la seva actuació; elogiaven la seva fidelitat i li asseguraven que les seves accions serien recordades. Va aconseguir que el marit gaudís de llibertat de moviments dins la presó i el compromís que seria ben tractat. A la vegada tenia contactes amb la reina lloctinent, o sigui amb l'altre bàndol, per gestionar un intercanvi de presoners i alliberar-lo. L'alliberament no es resoldria fins a tres anys després.
Alguns autors han afirmat que jugava amb dos jocs de cartes, o que ella i el marit estaven en bàndols contraris. Pensem que Violant no estava a cap bàndol: volia alliberar el marit, salvar el malmès patrimoni dels Cabrera, que era el patrimoni dels fills, i defensar la seva pròpia llibertat. Va mantenir una certa neutralitat i actuà amb prudència. Per exemple, quan la Generalitat nomenà capitans lleials per la defensa dels llocs marítims, Violant escrivia als diputats refusant-ho i dient-los que es faria càrrec ella mateixa de defensar Blanes. Els diputats la definien com a virtuosa cathalana i zeladora d l'ordre públic. La situació era difícil per aquella dona que tenia el marit pres per la Generalitat, la família lluitant al bàndol realista, part de les seves terres ocupades pels remences i l'altra part pels militars lleials a la Generalitat.
Quan Bernat Joan fou alliberat a les darreries de 1465, va continuar lluitant a favor de Joan II; participà en la batalla de Calaf, victoriosa pels realistes; però, sense poder recuperar el seu bast patrimoni, va marxar cap a Sicília, on morí l'any següent. Violant va restar a Catalunya. Llavors Violant va ser empresonada i alliberada després, quan va poder recobrar una part de les rendes, mentre la resta va ser repartida entre els lleials del Condestable i del seu successor, el duc de Lorena. Va voler mostrar de nou la seva neutralitat assistint a l'enterrament del duc; però mai no va recuperar la totalitat de les terres.
Violant i el seu marit sembla que militaven en camps contraris, però potser només ho sembla. Certament el comte va lluitar a favor de Joan II, però Violant mirava de ser fidel a la família i va negociar. Comptava amb la complicitat i el suport d'altres dones del llinatge: la seva filla Isabel; la cosina i cunyada, Sança Ximenis, germana de Bernat Joan; i la seva nora Joana, neta de Sança.
Violant de Prades, coneguda com a Violant de Cabrera, havia tingut tres fills i una filla, el marit deixava a més una colla de fills i filles il·legítims. Va morir a Barcelona, a la seva casa del carrer Mercaders, al febrer de 1471; les seves despulles foren portades a Sicília on fou soterrada a l'església de Ragusa al costat del seu marit.